# Rio do Fogo
Rio do Fogo é um município brasileiro do estado do Rio Grande do Norte. Possui uma área territorial de 151km² e sua população, conforme estimativas do IBGE de 2024, era de 10 672 habitantes.

## Geografia

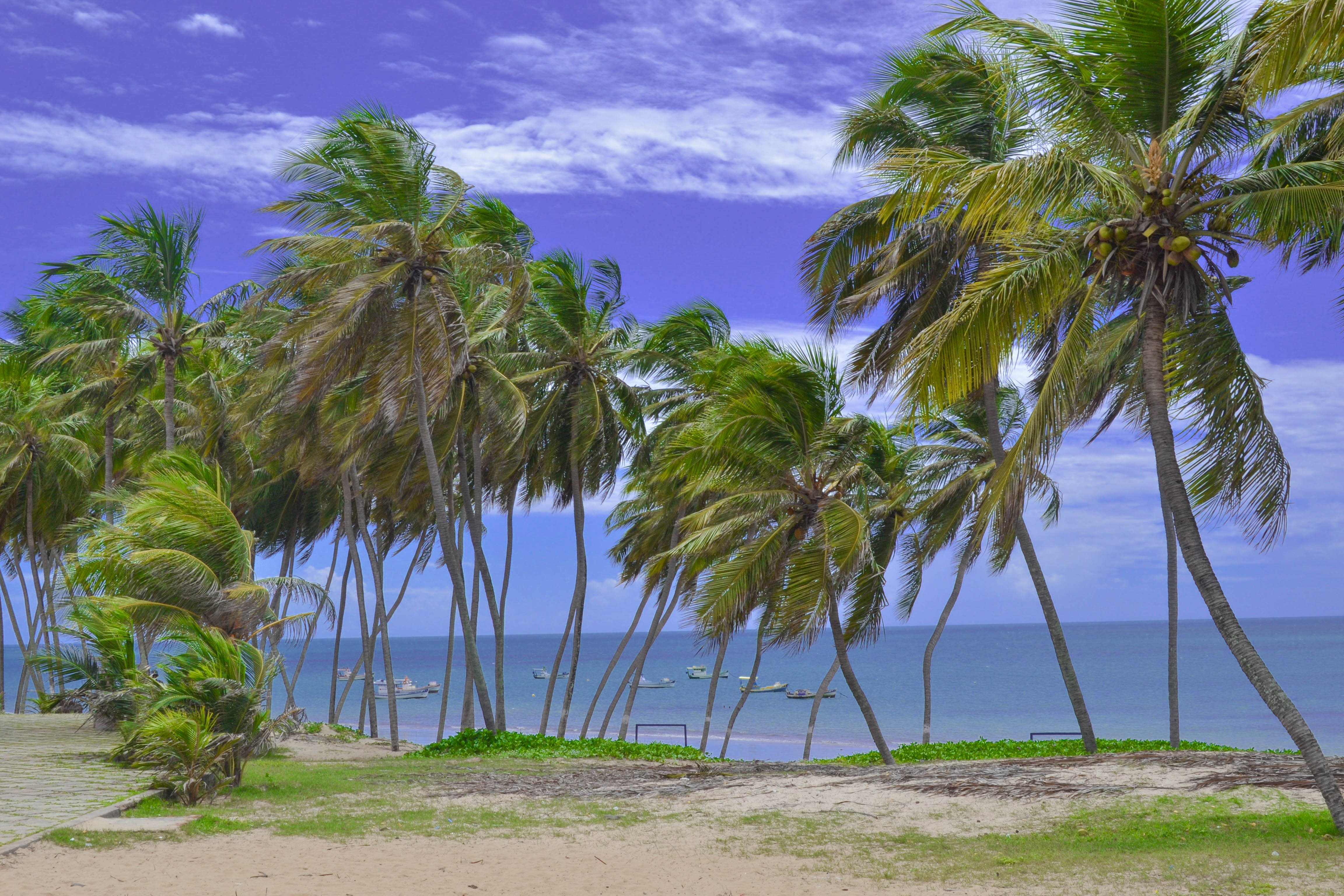
Praia do Zumbi, uma das quatro praias do município

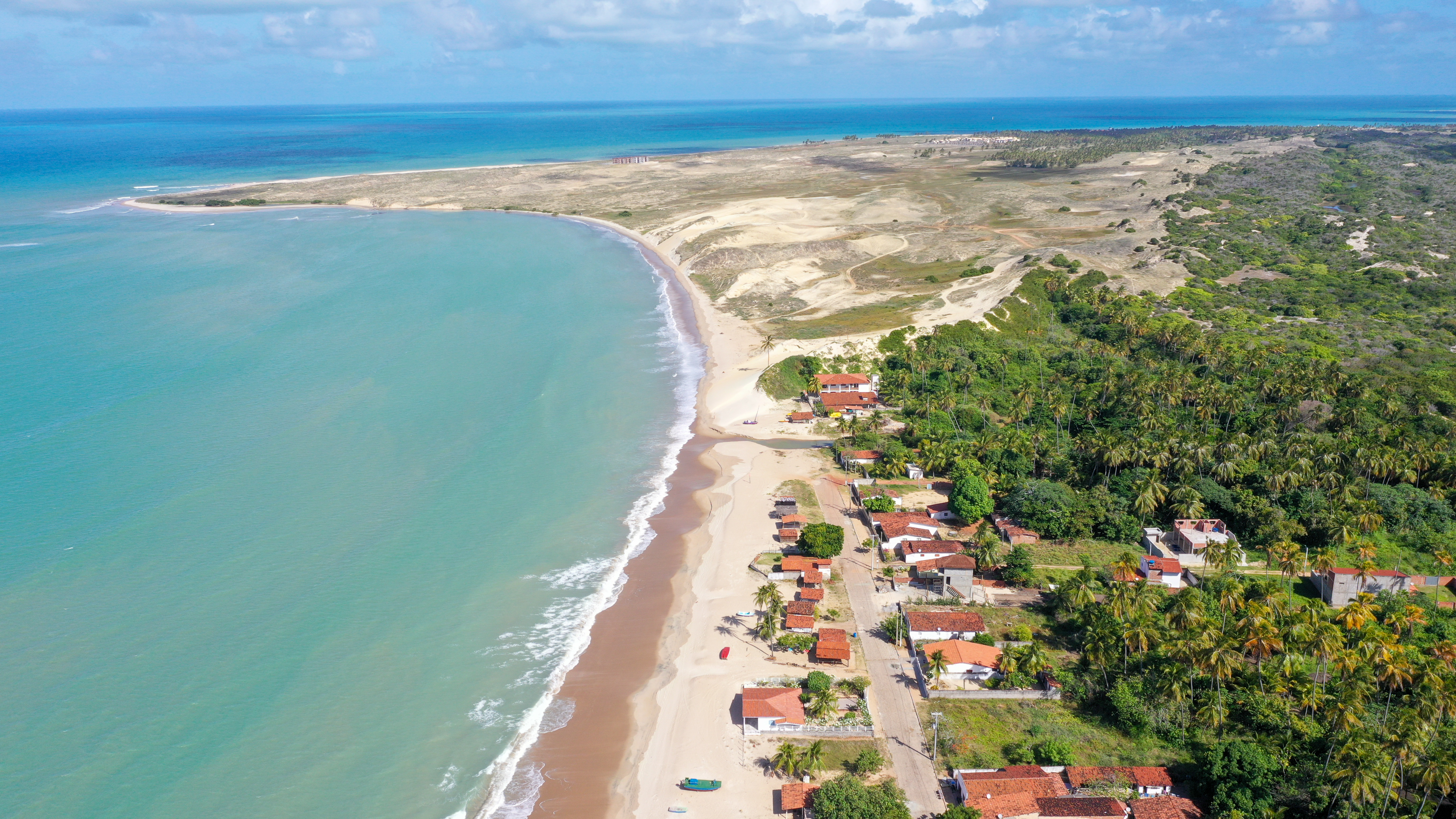
Praia de Pititinga com a Ponta do Coconho

Na divisão territorial do Brasil feita pelo Instituto Brasileiro de Geografia e Estatística (IBGE) em 2017, Rio do Fogo pertence às regiões geográficas intermediária e imediata de Natal. Até então, na divisão em mesorregiões e microrregiões que vigorava desde 1989, o município fazia parte da microrregião do Litoral Nordeste, uma das quatro microrregiões constituintes da mesorregião do Leste Potiguar. Está a 79 km da capital estadual, Natal, e a 2 483 km de Brasília, capital nacional.
A área territorial de Rio do Fogo é de 151,097 km² (0,2861% da superfície estadual), dos quais 4,1007 km² em área urbana (incluindo vilas e povoados fora da sede). Limita-se com Touros a norte e a oeste, a sul com Maxaranguape e com Pureza e novamente Touros a oeste, sendo banhado pelo Oceano Atlântico a leste, cuja costa possui 15,05 km de extensão, formada por quatro praias: Rio do Fogo, Zumbi, Barra de Punaú e Pititinga.  Toda a costa de Rio do Fogo está inserida na Área de Proteção Ambiental dos Recifes de Corais, criada pelo decreto estadual 15 746 de 6 de junho de 2001 com o objetivo principal de proteger os recifes de corais e seus ecossistemas adjacentes.
O relevo do município, com altitudes inferiores a cem metros, é constituído pela planície costeira no litoral, caracterizada pela presença de dunas modeladas pela ação eólica. Essa planície, na medida em que adentra o continente, vai dando lugar aos tabuleiros costeiros ou planaltos rebaixados, enquanto as áreas nos leitos dos rios constituem as planícies fluviais, que apresentam tanto  areia quanto cascalho em sua constituição. A maior parte do território municipal está inserido no Grupo Barreiras, formado por rochas do período Terciário Superior cobertas por arenitos intercalados com argilito e siltito.
Os solos de Rio do Fogo são arenosos, profundos e bastante drenados, porém muito pobres em nutrientes e, portanto, pouco férteis, caracterizando as areias quartzosas distróficas, que na nova classificação brasileira de solos constituem os neossolos. Existem também áreas menores de latossolo e organossolos ou solos orgânicos. Esses solos são cobertos, em sua maioria, pela Mata Atlântica, que cobre 85% da área do município, com espécies de maior porte, que apresentam folhas largas e troncos delgados. Dentro da Mata Atlântica também existem tanto os manguezais, sujeitos ao regime das marés, quanto os campos de várzea, típicos das várzeas úmidas. Os 15% restantes são cobertos por uma vegetação de menor porte, a caatinga.

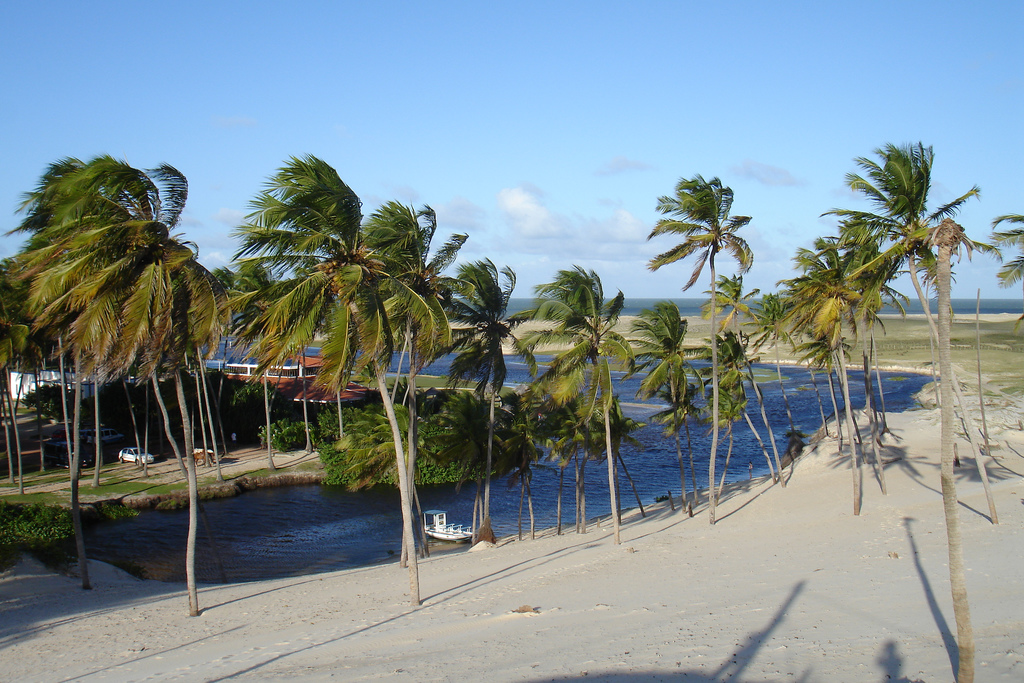
O Rio Punaú próximo à sua foz na praia de Barra de Punaú, ao fundo da imagem

Na hidrografia, Rio do Fogo possui seu território dentro das bacias hidrográficas dos rios Punaú (45%) e Maxaranguape (14,8%) e o restante (40,2%) na faixa litorânea leste de escoamento difuso. Passa pelo município o Rio Punaú, que nasce em Pureza e possui uma extensão de 23,4 km, desaguando no oceano em Rio do Fogo. Outros cursos d'água que passam pelo município são os rios Catolé, das Curicacas, do Fogo, das Piranhas e Tatu, existindo ainda as lagoas Barrenta, das Cutias, do Catolé e Mutuca. O clima, por sua vez, é tropical chuvoso, com chuvas concentradas no período de março a agosto.
De acordo com dados da Empresa de Pesquisa Agropecuária do Rio Grande do Norte (EMPARN), de 2005 a 2012 o maior acumulado de chuva em 24 horas atingiu 200,5 milímetros (mm) em 11 de maio de 2009. Outros acumulados iguais ou superiores a 100 mm foram: 139,4 mm em 2 de julho de 2008, 116,8 mm em 23 de junho de 2012, 107,2 mm em 12 de maio de 2005 e 100,6 mm em 12 de abril de 2008. Junho de 2005, com 444,1 mm, é o mês mais chuvoso da série histórica.
| Dados climatológicos para Rio do Fogo (2005-2012) | Dados climatológicos para Rio do Fogo (2005-2012) | Dados climatológicos para Rio do Fogo (2005-2012) | Dados climatológicos para Rio do Fogo (2005-2012) | Dados climatológicos para Rio do Fogo (2005-2012) | Dados climatológicos para Rio do Fogo (2005-2012) | Dados climatológicos para Rio do Fogo (2005-2012) | Dados climatológicos para Rio do Fogo (2005-2012) | Dados climatológicos para Rio do Fogo (2005-2012) | Dados climatológicos para Rio do Fogo (2005-2012) | Dados climatológicos para Rio do Fogo (2005-2012) | Dados climatológicos para Rio do Fogo (2005-2012) | Dados climatológicos para Rio do Fogo (2005-2012) | Dados climatológicos para Rio do Fogo (2005-2012) |
| Mês                                               | Jan                                               | Fev                                               | Mar                                               | Abr                                               | Mai                                               | Jun                                               | Jul                                               | Ago                                               | Set                                               | Out                                               | Nov                                               | Dez                                               | Ano                                               |
| ------------------------------------------------- | ------------------------------------------------- | ------------------------------------------------- | ------------------------------------------------- | ------------------------------------------------- | ------------------------------------------------- | ------------------------------------------------- | ------------------------------------------------- | ------------------------------------------------- | ------------------------------------------------- | ------------------------------------------------- | ------------------------------------------------- | ------------------------------------------------- | ------------------------------------------------- |
| Precipitação (mm)                                 | 71,7                                              | 81,6                                              | 162,3                                             | 183,9                                             | 224,6                                             | 269,8                                             | 146,1                                             | 62,6                                              | 23,6                                              | 9,9                                               | 22,7                                              | 18,8                                              | 1 277,6                                           |

## Política e administração
No ano seguinte à emancipação de Rio do Fogo (1996), ocorreram as primeiras eleições municipais para prefeito, com quatro candidatos, sendo eleito Túlio Antônio de Paiva Fagundes com 37,192% dos votos válidos, empossado em 1° de janeiro de 1997, data da instalação do novo município, e reeleito para mais um mandato em 2000. Na história de Rio do Fogo, foram eleitos para o cargo de prefeito as seguintes pessoas:
| # | Nome                            | Partido | Mandato               | Mandato                |
| # | Nome                            | Partido | Início                | Término                |
| - | ------------------------------- | ------- | --------------------- | ---------------------- |
| 1 | Túlio Antônio de Paiva Fagundes | PMN     | 1° de janeiro de 1997 | 31 de dezembro de 2000 |
| 1 | Túlio Antônio de Paiva Fagundes | PFL     | 1° de janeiro de 2001 | 31 de dezembro de 2004 |
| 2 | Francisco das Chagas Cruz       | PFL     | 1° de janeiro de 2005 | 31 de dezembro de 2008 |
| 3 | Egídio Dantas de Medeiros Filho | PMDB    | 1° de janeiro de 2009 | 31 de dezembro de 2012 |
| 4 | Laerte Ney de Paiva Fagundes    | DEM     | 1° de janeiro de 2013 | 31 de dezembro de 2016 |
| 5 | Marcio Luiz Pereira Barbosa     | PSD     | 1° de janeiro de 2021 | atualidade             |

O prefeito exerce o poder executivo e nomeia livremente seus secretários municipais, que o auxiliam. A administração municipal também se dá por outro poder, o legislativo, representado pela câmara municipal, formada por nove vereadores. Dentre as atribuições da casa legislativa estão elaborar e votar leis fundamentais à administração e ao executivo, especialmente o orçamento municipal, conhecido por lei de diretrizes orçamentárias. Tanto o prefeito quanto os vereadores são eleitos pelo voto direto para mandatos de quatro anos. O município se rege por lei orgânica, promulgada em 5 de fevereiro de 1997 e atualizada por emendas posteriores.
Existem também alguns conselhos municipais em atividade, sendo alguns deles: Alimentação Escolar, Assistência Social, Cultura, Direitos da Criança e do Adolescente, Direitos da Pessoa Idosa, Educação, Desenvolvimento Rural, Meio Ambiente, Saúde e Tutelar. É termo judiciário da comarca de Touros, de entrância inicial, e pertence à sexta zona eleitoral do Rio Grande do Norte, possuindo, em Abril de 2025, 10 950 eleitores aptos a votar, de acordo com o Tribunal Superior Eleitoral (TSE), equivalente a 0,41% do eleitorado potiguar.